# Cantó de Villefagnan
El cantó de Villefagnan és un cantó francès del departament del Charente, situat al districte de Confolent. Té 21 municipis i el cap és Villefagnan.

## Municipis
- Bernac
- Brettes
- La Chèvrerie
- Courcôme
- Empuré
- La Faye
- La Forêt-de-Tessé
- Londigny
- Longré
- La Magdeleine
- Montjean
- Paizay-Naudouin-Embourie
- Raix
- Saint-Martin-du-Clocher
- Salles-de-Villefagnan
- Souvigné
- Theil-Rabier
- Tuzie
- Villefagnan
- Villiers-le-Roux

| Data d'elecció                           | Identitat          | Partit                     | Qualitat |
| ---------------------------------------- | ------------------ | -------------------------- | -------- |
| 1945-1970                                | M. André           | radical-RGR                |          |
| 1970-1982                                | M. Le Gueut        | Divers droite, després RPR |          |
| 1982-1988                                | Henri Dindinaud    | PS                         |          |
| 1988-2006                                | Jean-Pierre Regeon | Divers droite              |          |
| 2006-                                    | Edgard Saulnier    | PS                         |          |
| les dades anteriors no són pas conegudes |                    |                            |          |
|                                          |                    |                            |          |